# Eric Singer
Eric Singer (született Eric Doyle Mensinger) (Cleveland, Ohio, 1958. május 12. –) amerikai dobos,  egyike a rock legnagyobb alakjainak. Pillanatnyilag a Kiss zenekar és Alice Cooper állandó dobosa, de pályafutása alatt játszott több híres együttesben, és ismert művészek oldalán.

## Karrier
Az 1970-es években hódító rockformációk, azaz a Rolling Stones, Humble Pie, Kiss zenéin felnőtt Eric Singer tinédzserként először apja zenekarában dobolt, majd Lita Ford oldalán játszott annak 1984-es turnéján. 1985-ben, Bill Ward kilépése után csatlakozott a Black Sabbathhoz, kiknek két lemezt játszott fel, a Seventh Start és az Eternal Idolt. Ray Gillen meghívta az ex-Black Sabbath tagokat is felvonultató Badlands nevű zenekarba dobolni, akikkel a debütáló lemez anyagát rögzítette, majd később kilépett.
Eric Carr halála után Paul Stanley útján 1991-ben csatlakozott a Kiss együtteshez, akikkel 1996-ig turnézott, és felvette az 1992-es Revenge, és az 1997-ben alkotott Carnival of Souls – The Last Sessions című lemezeket. A Kissben eltöltött évek alatt a Queen gitárosával, Brian Mayjel turnézott, játszott az Avantasia nevű zenekarban, Alice Cooper és Gilby Clarke dobosaként számos lemezt vett fel. Ilyen volt például a Brutal Planet, vagy a Gilby Clarke – 99 Live koncertfelvétel . Eric aztán 2003-ban csatlakozott újfent a Kisshez, Peter Criss távozása után.
1997-ben saját együttest szervezett, az E.S.P.-t, (Eric Singer Project) melyben többek között a Kiss volt gitárosa, Bruce Kulick, és az Angorából és Mötley Crüe-ből ismert John Corabi is játszik. 1998-ban megjelent a klasszikus rockelőadók számait tartalmazó Lost And Spaced, majd később, 2006-ban két live album is. Jelenleg a Kiss és Alice Cooper turnéin dobol, és viszi az E.S.P.-t.
Eric Singer a különböző szituációkban és zenekarokban többféle Pearl dobot használ, Zildjan cintányérokkal, 2B-s Zildjan verőkkel, és Attack bőrőkkel. A Pearl cég egy Eric Singer által szignált egyéni pergődobot is kiadott a zenész tiszteletére.

## Diszkográfia
- 1986 Black Sabbath – Seventh Star
- 1987 Black Sabbath – Eternal Idol
- 1988 Drive – Characters in Time
- 1989 Black Sabbath – Blackest Sabbath (1971-1987); Badlands – Badlands
- 1990 Bill Ward – Ward One Along the Way
- 1991 Bill & Ted’s Bogus Journey; Alice Cooper – Live in Electric City; Alice Cooper – Lost in America Maxi
- 1992 Kiss – Revenge
- 1993 Kiss Alive III
- 1994 Kiss – Kiss My Ass
- 1995 Greg Chaisson – It’s About Time
- 1996 Black Sabbath – The Sabbath Stones; Kiss – Unlugged
- 1997 Dragon Attack – A Tribute to Queen; Kiss – Greatest Hits; Kiss – Caenival of Souls: The Last Sessions; Wanna Demartini – Crazy Enough to Sing to You; Return to the Comet – A tribute to Ace Frehley; Gilby Clarke – Hangover
- 1998 Forever Mod: A Tribute to Rod Stewart; Stream – Nothing to Sacred; Gilby Clarke – Rubber
- 1999 Humanity Strew: A Tribute to Alice Cooper; Shameless – Backstreet Anthems; Bootleg Live on Air; Eric Singer Project – ESP; Gilby Clarke – 99 Live; Aerosmith Tribute: Not the Same Old Song & Dance; 28IF
- 2000 Alice Cooper – Brutal Planet; Kuni – Fucked Up!; Karl Cockran – Voodoo Land; Little Guitars – A Tribute to Van Halen; Metalized; Bat Head Soup: A Tribute to Ozzy; John Thayer – Letting Go; Doro – Calling the Wild; The Cult – Rare Cult
- 2001 Metallic Assault – A Tribute to Metallica; Shameless – A Queen 4 a Day; Essential Metal Masters; Alice Cooper – Brutal Planet Tour Edition; Frenzo Smooth; Stone Cold Queen; Tribute to Aerosmith
- 2002 Gilby Clarke – Swag; Avantasia – The Metal Opera II; Alice Cooper Dragontown Bonus CD; Pigs And Piramids: A Tribute To Pink Floyd
- 2003 Chris Catena – Freak Out!; Ash Wednesday – Original Soundtrack; Derek Sherinian – Black Utopia; Alice Cooper – The Eyes of Alice Cooper
- 2004 The Mandela Concerts; Voodooland – Gmme Air; Gene Simons – Asshole; Metallic Attack – Ultimate Tribute to Metallica
- 2008 Kiss – Jigoku Retsuden (Japán kiadás, 15 klasszikus Kiss dal újra felvett verzióban, Tommy Thayerrel és Eric Singerrel)
- 2009 Kiss – Sonic Boom
- 2012 Kiss – Monster